# Kurnaz
Kurnaz (arab. كرناز) – miasto w Syrii, w muhafazie Hama. W 2004 roku liczyło 14 075 mieszkańców.